# Angstlos
Angstlos (in lingua tedesca, intitolato Fearless in lingua inglese) è il secondo album in studio da solista della cantante tedesca Nina Hagen, pubblicato nel 1983.

## Tracce

### Angstlos
1. New York / N.Y. – 4:59
2. Was es ist – 4:19
3. Lorelei – 2:35
4. Zarah (Ich weiss, es wird einmal ein Wunder geschehen) – 5:02
5. Frühling in Paris – 3:35
6. I Love Paul – 3:50
7. My Sensation – 4:03
8. Newsflash – 3:58
9. The Change – 4:40

### Fearless
1. New York New York – 5:16
2. My Sensation – 4:04
3. Flying Saucers – 3:11
4. I Love Paul – 3:50
5. The Change – 4:40
6. Silent Love – 4:07
7. What It Is – 4:18
8. T.V. Snooze – 3:58
9. Springtime in Paris – 3:35
10. Zarah – 4:38